# Sphaerocephalus acuminatus
Sphaerocephalus acuminatus là một loài rêu trong họ Aulacomniaceae. Loài này được Lindb. & Arnell mô tả khoa học đầu tiên năm 1890.